# Karel Škorpil

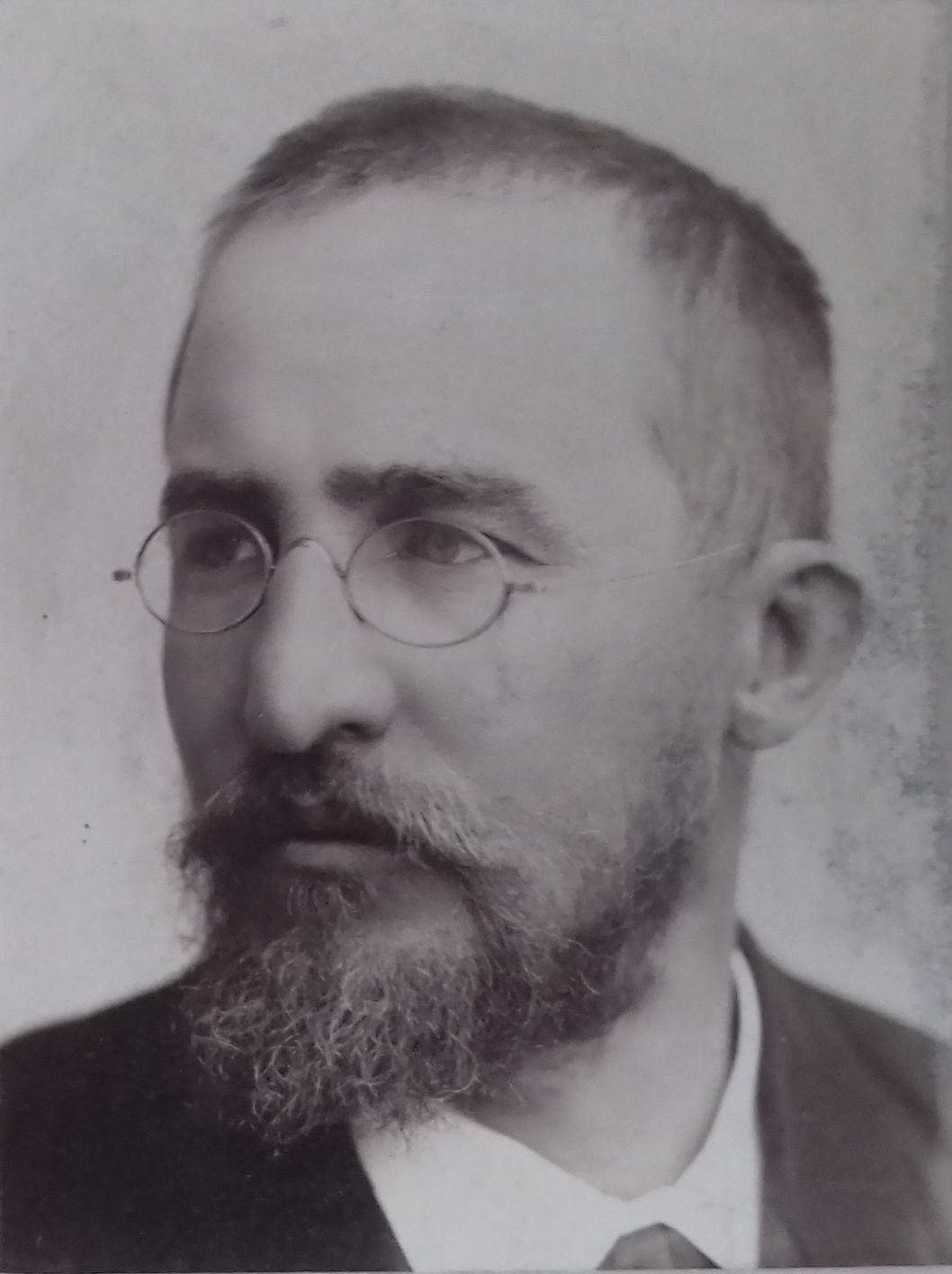
Karel Škorpi

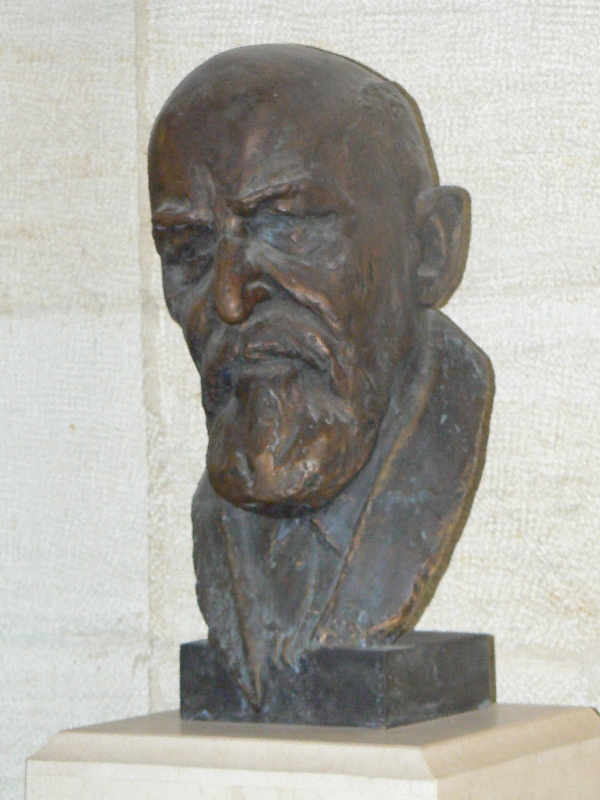
Büste von Karel Škorpil in dem von ihm gegründeten Archäologischen Museum Warna

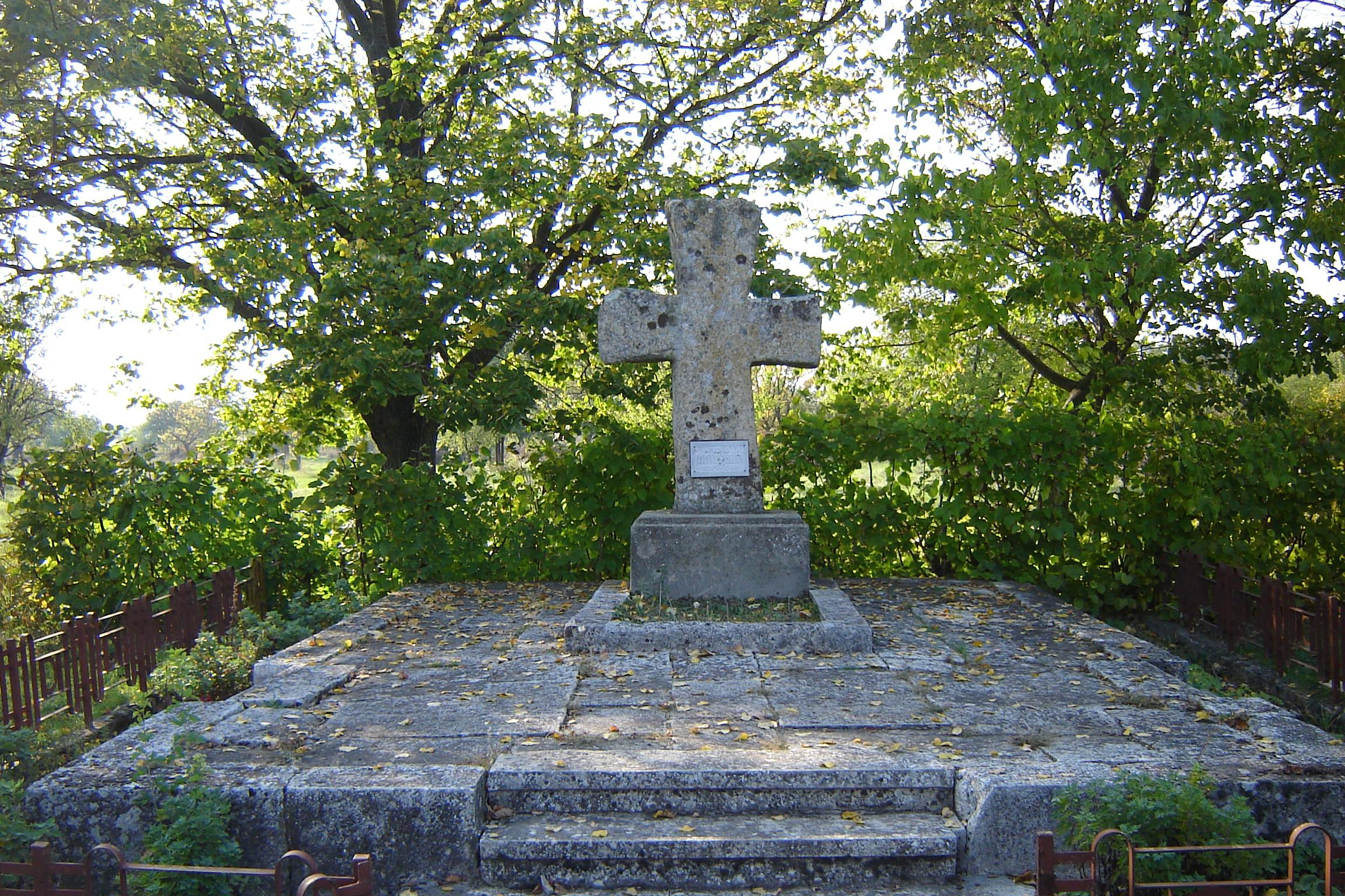
Das Grab von Karel Škorpil in Pliska

Karel Václav Škorpil (bulgarisch Карел Вацлав Шкорпил; deutsch Karel Wazlaw Schkorpil; * 15. Mai 1859 in Vysoké Mýto, Böhmen; † 9. März 1944 in Warna, Bulgarien) war ein tschechisch-bulgarischer Archäologe. Karel Škorpil gilt als Gründer der modernen bulgarischen Archäologie zusammen mit seinem Bruder Hermenegild Škorpil (besser bekannt als Hermann Škorpil). Vladislav Škorpil und Josef Škorpil sind ebenfalls seine Brüder.

## Biografie
Entscheidenden Einfluss auf den künftigen Werdegang Škorpils übte Konstantin Jireček aus. Nach seinem Studium der Mathematik an der Karls-Universität in Prag wirkte Karel Škorpil als Gymnasiallehrer für Mathematik in Plowdiw (1882–1886), Sliwen (1886–1888), Warna (1888–1890 und 1894–1915), Russe und Weliko Tarnowo (1890–1894). Er lehrte zudem eine gewisse Zeit in der Marineakademie sowie in der Akademie für Wirtschaft in Warna.
Karel Škorpil war 1888 einer der Mitgründer des Archäologischen Museums in Warna und 1901 der Archäologischen Gesellschaft in Warna. Von 1915 bis zu seinem Tod 1944 war er Direktor des archäologischen Museums in Warna.
Zusammen mit seinem Bruder Hermann Škorpil entfaltete er eine umfangreiche Sammler- und Forschungstätigkeit auf dem Gebiet der bulgarischen Antike und des bulgarischen  Mittelalters. Sein Forschungsinteresse galt den archäologischen Denkmälern, der Topographie, Architektur, den Inschriften, Felsenkirchen und Klöstern. 1899 entdeckte Škorpil die Ruinen von Pliska, der ersten Hauptstadt des Ersten Bulgarischen Reiches Pliska mit der großen Basilika von Pliska.
1899 wurde er korrespondierendes Mitglied des Österreichischen Archäologischen Instituts in Wien, 1918 ordentliches Mitglied der Bulgarischen Akademie der Wissenschaften, 1929 tschechoslowakischer Honorarkonsul in Warna.
Seine archäologische Forschungstätigkeit in Bulgarien schlug sich in mehr als 150 Publikationen in Bulgarisch, Deutsch, Tschechisch und Russisch nieder.
Um seine Verdienste um die Wiederentdeckung von Pliska zu ehren, wurde er später in Pliska beigesetzt. Heute trägt eine Straße in Warna den Namen "Gebrüder Škorpil" (bulgarisch Братя Шкорпил / Bratja Schkorpil), ebenso ein kleines Dorf an der Schwarzmeerküste – Schkorpilowzi (bulgarisch Шкорпиловци / die Škorpils). Ferner ist er seit 2010 Namensgeber für den Škorpil-Gletscher im Grahamland in der Antarktis.